# Mary Edwards Walker
Mary Edwards Walker (Oswego, Nova York, 26 de novembre 1832 - Oswego, Nova York, 21 de febrer de 1919) fou una cirurgiana estatunidenca, cèlebre per ser l'única dona que ha rebut la Medalla d'Honor, la màxima condecoració militar del seu país. Destaca també per la seva militància activa dins el sufragisme i diversos moviments civils.

## Biografia
Mary Edwards Walker, nascuda a Oswego (Nova York) el 26 de novembre de 1832, era la més jove dels set fills (sis noies i un noi) que van tenir Alvah (metge de professió) i Vesta Walker. Els Walker van educar les seves sis filles i el fill d'una manera molt poc tradicional per al seu temps, d'acord amb el seu tarannà de lliurepensadors. Vivien en una granja i, des de petita, Mary Edwards Walker va ajudar a les tasques del camp. Els pares volien que les seves filles rebessin la mateixa educació que el fill i per aquest motiu ells mateixos van fundar una escola en el seu poble a finals de la dècada de 1830. Ella i dues de les seves germanes van estudiar després a Falley Seminary, una escola privada de Fulton (Nova York) que havia adoptat la reforma social moderna pel que fa als rols de gènere, a l'educació i a la higiene.
En acabar l'escola, va treballar com a mestra a Minetto (Nova York) i va aconseguir pagar-se ella mateixa els estudis de medicina que després va fer al Syracuse Medical College, centre que avui dia pertany a la Universitat Estatal de Nova York, i on va llicenciar-se l'any 1855, essent l'única dona del seu curs. El 16 de novembre del mateix any va casar-se amb Albert Miller, company seu d'estudis. Walker va rebutjar incloure la tradicional promesa d'obediència en la cerimònia de casament i després de casada va mantenir el seu cognom de soltera. La parella va muntar un consultori a la ciutat de Rome (Nova York). Al cap d'un temps es van divorciar.
Quan encara vivia a la casa familiar, Walker no duia vestits de dona per treballar en el camp i la seva mare li va transmetre la idea que les cotilles i la roba massa ajustada no eren saludables. Aquesta idea va mantenir-la ella també tota la vida i es vestia de manera molt poc convencional, sovint amb pantalons sota les faldilles i amb tirants.
Quan va esclatar la Guerra Civil dels Estats Units es va allistar com a voluntària, però no la deixaren exercir per ser dona, amb la qual cosa va començar a ajudar els ferits com a infermera. La seva perícia operant va fer que l'acabessin reconeixent com a cirurgiana, primerament sense sou i després ja com a membre auxiliar de les tropes de ple dret.
Va ser feta presonera per les tropes confederades i a causa de la seva llarga estada a la presó va desenvolupar una atròfia muscular greu que li impediria seguir amb algunes de les seves tasques com a metgessa un cop acabat el conflicte. Llavors va decidir combinar la direcció d'un orfenat amb l'activisme polític, implicant-se en causes com ara el vot femení, el dret de les dones a vestir lliurement (va ser arrestada en diverses ocasions per vestir-se com un home com a signe de protesta) o la persecució de la venda de begudes alcohòliques.
Fins a la seva mort va restar activa en la defensa de les seves idees amb conferències públiques i diferents publicacions, que barregen manifests, articles d'opinió i autobiografia.

## Reconeixements
A part de la Medalla d'Honor per la seva valentia durant la guerra i els serveis prestats al govern, Mary Edwards Walker va rebre diversos reconeixements, però la majoria a títol pòstum. Així, per exemple, es va batejar un vaixell de guerra amb el seu nom, es va emetre un segell amb la seva imatge i diverses clíniques tenen pavellons en el seu honor. Va ser inclosa al National Women's Hall of Fame l'any 2000.